# Братья-сёстры, соперники-соперницы
«Братья-сёстры, соперники-соперницы» — полнометражный фильм 1990 года, комедия с Кёрсти Элли в главной роли. Режиссёр этого фильма Карл Райнер. В фильме также снимались Джейми Герц, Сэм Эллиотт, Билл Пуллман, Скотт Бакула и Кэрри Фишер.

## Сюжет
Молодая женщина Марджори недавно вышла замуж за Гарри Тарнера, потомственного врача, но в браке несчастлива, её муж уделяет мало времени занятиям любовью с ней. Неудовлетворённая женщина рассказывает обо всём своей сестре Дженни, которая советует Марджори найти любовника на стороне и получить удовольствие.
Марджори следует совету сестры и знакомится с красивым мужчиной, который оказывается к тому же и страстным любовником. Но чересчур уж страстным, во время бурной ночи с Марджори в гостиничном номере он умирает от сердечного приступа. Молодая женщина в затруднении — что же ей делать?
Она покидает комнату, забывая в ней бумажник. Через некоторое время в номер приходит безработный продавец и находит потерянную вещь. Он ещё не знает, что в комнате умерший. Он случайно что-то роняет на пол и вдруг видит человека. Продавец думает, что это он убил его. Тогда он зовёт на помощь хозяйку бумажника. Вместе они выдают этот случай за самоубийство. Дело расследует брат продавца — полицейский.
В дальнейшем выясняется, что умерший человек был братом мужа Марджори Гарри и ехал к ним в гости. Марджори пытается скрыть случившееся от своего мужа и его семьи, но эта история втягивает в себя многих людей, которые оказываются родственниками друг другу, и недоразумения следуют одно за другим.

## В ролях
- Кёрсти Элли — Марджори Тарнер, молодая женщина
- Билл Пуллман — Ник/Николас Мини, продавец
- Джейми Герц — Дженни, сестра Марджори
- Скотт Бакула — Гарри Тарнер, муж Марджори
- Кэрри Фишер — Ирис Тарнер-Хантер, сестра Гарри Тарнера
- Эд О’Нилл — капитан Уилбер Мини, брат продавца
- Сэм Эллиотт — Чарльз Тарнер, брат Гарри Тарнера, мужа Марджори и её случайный любовник
- Фрэнсис Стернхаген — госпожа Тарнер, мать Гарри, Чарльза и Ирис
- Джон Рэндольф — господин Тарнер, отец Гарри, Чарльза и Ирис

Песню Just a Little Lovin' в фильме исполняет 76-летняя Эстелл Райнер, жена режиссёра ленты, Карла Райнера.